# Quatrem Assurances Collectives
 (juin 2014).

Ancien logo

Malakoff Humanis Courtage (anciennement Quatrem Assurances Collectives) est une société française d'assurances de personnes spécialisée dans l'assurance collective. Elle est régie par le Code des assurances.

## Présentation
QUATREM est née du partenariat entre le groupe de protection sociale complémentaire Malakoff Médéric et le groupe d'assurance mutuelle MMA. Aujourd'hui, Quatrem est filiale à 100 % du Groupe Malakoff Médéric.

## Histoire
Dates clés :
- Octobre 2000 : création de Quatrem, la société est détenue parts égales par MMA et le Groupe Médéric
- 2002 : intégration du portefeuille assurances collectives de Winterthur
- 2003 : intégration de la prévoyance collective d’Aviva
- Juillet 2004 : évolution de l’actionnariat, Quatrem est détenue à 20 % par MMA et à 80 % par Médéric
- Janvier 2008 : Quatrem intègre le portefeuille assurances collectives Azur
- Juillet 2008 : naissance du groupe Malakoff Médéric
- Juin 2010 : Quatrem devient filiale à 100 % du groupe Malakoff Médéric.

En 2016, Quatrem devient Malakoff Médéric Courtage.

## Métier
Quatrem est une entreprise spécialisée dans l'assurance collective distribuée par l'intermédiaire de courtiers ou d'agents généraux. Elle propose aux entreprises des couvertures d'assurances dans les domaines de la complémentaire santé, de la prévoyance et de la retraite supplémentaire. Ces couvertures viennent compléter la protection sociale de base des salariés. Quatrem s'adresse également aux entrepreneurs non salariés et aux emprunteurs des organismes financiers.
Quatrem est présente, pour la couverture transnationale des salariés, dans le réseau international d'assurance ING Employee Benefits Global Network. Elle fait aussi partie du réseau IGP (The International Group Program).